# Вагнер, Фриц
Фри́дрих Ва́гнер (нем. Friedrich Wagner; 21 февраля 1913, Швейцария — 9 сентября 1987, Кюснахт) — швейцарский футболист, играл на позиции нападающего. Участник чемпионата мира 1938 года.

## Биография

### Клубная карьера
В течение двух сезонов играл за «Ла-Шо-де-Фон». В 1936 году перешёл в «Грассхоппер», в составе которого выиграл 2 чемпионских титула и 2 Кубка Швейцарии. В 1938 году вернулся в «Ла-Шо-де-Фон», за который отыграл два сезона. В 1941 году перешёл в «Санкт-Галлен», в составе которого играл четыре сезона.

### Карьера в сборной
Дебютировал за сборную Швейцарии 21 июня 1936 года в товарищеском матче со сборной Швеции — Швейцария проиграла матч со счётом 2:5.
Входил в состав сборной Швейцарии на чемпионате мира 1938 года, но на том турнире был запасным и на поле не вышел. Всего за сборную Швейцарии сыграл 9 матчей и забил 2 гола.

### Смерть
Скончался 9 сентября 1987 года в возрасте 74 лет.

## Достижения
«Грассхоппер»
- Чемпион Швейцарии (2): 1936/37, 1938/39
- Обладатель Кубка Швейцарии (2): 1936/37, 1937/38